# هل الواد (لمعاشات)
هل الواد هي إحدى مشيخات المملكة المغربية، تتبع جغرافيا لإقليم آسفي وإداريًا للمعاشات. يقدر عدد سكانها بـ 4407 نسمة حسب الإحصاء الرسمي للسكان والسكنى لسنة 2004.